# Redsike Gill
Der Redsike Gill ist ein Wasserlauf im Lake District, Cumbria, England. Er entsteht an der nördlich des Matterdale Common und fließt in nördlicher Richtung bis zu seiner Mündung in den Trout Beck.